# 种子蜑螺
种子蜑螺（学名：Clithon souverbiana），是原始腹足目蜑螺科石蜑螺属的一种。主要分布于台湾，常栖息在河口红树林地区。